# يانا كابلوفا
يانا كابلوفا (بالسلوفاكية: Jana Čepelová)‏ مواليد 29 مايو 1993 في كوشيتسه، هي لاعبة كرة مضرب سلوفاكية وتحتل حالياً المرتبة 135 (8 فبراير 2016) في تصنيف رابطة محترفات كرة المضرب. هي إحدى بطلات الجراند سلام.

## الخط الزمني للفردي
مفتاح
| ف | ن | ن.ن | ر.ن | د# | د.م | ل | أ.أ | ت | غ | ب | ف | ذ | م.خ | ل.ت |

(ف) فاز بالبطولة (ن) وصل النهائي (ن.ن) نصف النهائي (ر.ن) ربع النهائي (د#) الأدوار الأربعة الأولى (د.م) دور المجموعات (ل) شارك في كأس ديفيز (أ.أ) خرج من الأدوار الاولى (ت) خسر التصفيات التأهيلية (غ) غاب عن الحدث أو البطولة (ب) حصل على ميدالية برونزية (ف) حصل على ميدالية فضية (ذ) حصل على ميدالية ذهبية (م.خ) بطولة الماسترز خُفضت إلى مرتبة أقل (ل.ت) البطولة لم تعقد في السنة المعينة.
لتجنب الارتباك وازدواجية الحساب، يتم تحديث هذه المعلومات إما في نهاية البطولة، أو عندما تكون مشاركة اللاعب في البطولة قد انتهت.
| الدورة                        | 2012 | 2013 | 2014 | 2015 | ف-خ  |
| ----------------------------- | ---- | ---- | ---- | ---- | ---- |
| بطولة أستراليا المفتوحة للتنس | غ    | د2   | د1   | غ    | 1–2  |
| دورة رولان غاروس الدولية      | غ    | د2   | د1   | ت2   | 1–2  |
| بطولة ويمبلدون                | د3   | د2   | د1   | د2   | 4–4  |
| أمريكا المفتوحة               | غ    | د1   | د2   |      | 1–2  |
| فوز-خسارة                     | 2–1  | 3–4  | 1–4  | 1–1  | 7–10 |

## الميداليات
| الميدالية | المسابقة                              |
| --------- | ------------------------------------- |
| فضية      | الألعاب الأولمبية الصيفية للشباب 2010 |

## وصلات خارجية
- يانا كابلوفا على موقع رابطة محترفات التنس (الإنجليزية)
- يانا كابلوفا على موقع الاتحاد الدولي لكرة المضرب (الإنجليزية)
- يانا كابلوفا على موقع كأس بيلي جين كينغ (الإنجليزية)
- يانا كابلوفا على موقع خلاصة التنس.كوم (الإنجليزية)
- يانا كابلوفا على موقع اللجنة الأولمبية الدولية (الإنجليزية)
- يانا كابلوفا على موقع أوليمبيديا (الإنجليزية)
- يانا كابلوفا على موقع اللجنة الأولمبية السلوفاكية (السلوفاكية)

- الموقع الرسمي